# FK Rostov
Ne doit pas être confondu avec l'autre club de football de la ville, le FK SKA Rostov.
Maillots
Le Futbolny klub Rostov (en russe : Футбольный клуб «Ростов») est un club de football russe basé à Rostov-sur-le-Don.
Fondé en 1930 à l'usine locale Rostselmach, il fait en 1950, ses débuts dans le championnat de la RSFSR avant d'intégrer les divisions professionnelles soviétiques à partir de 1953 où il évolue par la suite entre la deuxième et la troisième division. Après la chute de l'URSS, Rostov intègre la première division russe où il devient un club récurrent, ne passant que deux saisons en dehors de celle-ci en 1994 et 2008. Il y réalise sa meilleure performance lors de la saison 2015-2016, où il termine deuxième du championnat et se qualifie en Ligue des champions pour la première fois de son histoire. Le club obtient par ailleurs son principal titre national en 2014 avec une victoire en Coupe de Russie.
Rostov évolue à l'Olimp-2 de sa fondation jusqu'au mois d'avril 2018, date à laquelle il emménage à la Rostov Arena. Ses couleurs historiques sont le bleu et le jaune. Du fait de ses origines dans l’industrie agricole, les joueurs du club ont acquis plusieurs surnoms en rapport avec ce domaine, tels que Kombaïniory (« les moissonneurs »), Moujiki (« les gars », mais indiquant également une origine paysanne) ou Traktoristy (« les conducteurs de tracteurs »).

## Histoire

### Période soviétique
Le club est fondé en mai 1930. Il est alors l'équipe de football de l'usine locale de fabrication de matériel agricole Rostselmach (russe : Ростсельмаш) et se nomme Selmachtroï (russe : Сельмашстрой). Son nom est raccourcit en Selmach à partir de 1936 avant de devenir le Traktor en 1941. Évoluant d'abord à l'échelon local, il participe à partir de 1949 la Coupe de la RSFSR avant d'en intégrer le championnat dès l'année suivante, y disputant son premier match officiel dans la zone Sud du groupe Azov-Don en mai 1950. Après trois saisons à ce niveau, l'équipe se professionnalisme en 1953 sous le Torpedo et intègre dans la foulée la deuxième division soviétique. Se plaçant comme une équipe oscillant entre le haut et le milieu de classement durant ses premières années, le club, qui reprend le nom Rostselmach à partir de 1958, effectue un bref passage en troisième division entre 1963 et 1964 mais se maintient de manière constante au second niveau jusqu'à son retrait des divisions nationales en 1970.
Faisant son retour au troisième échelon en 1975, le Rostselmach s'impose progressivement comme un prétendant régulier à la promotion au sein de la troisième zone à partir des années 1980, terminant constamment sur le podium de ce groupe avant de finalement l'emporter en 1985. pour se qualifier à la phase finale pour la promotion qu'il remporte également pour retrouver la deuxième division, qui s'est depuis unifiée, après dix-sept années d'absence. Ses dernières années soviétiques le voit principalement se placer en milieu de classement, bien que finissant quatrième à l'issue de la saison 1991, qui marque la fin des championnats soviétiques.

### Période russe
À la suite de la dissolution de l'Union soviétique et à la réorganisation du football en Russie en 1991, le Rostselmach, alors en deuxième division, intègre directement la nouvelle première division russe. Il ne s'y éternise cependant pas dans un premier temps, étant relégué en deuxième division en 1993. Le club fait son retour au premier échelon dès l'année suivante après avoir terminé deuxième de deuxième division et se démarque comme un club récurrent de l'élite du football russe, bien que jouant généralement le maintien.
Les saisons 1998 et 1999 sont principalement notables durant cette période, voyant le club terminer successivement sixième et septième du championnat et se qualifier pour les Coupes Intertoto de 1999 et 2000. La saison 2003 est quant à elle marquée par une finale de Coupe de Russie perdue face au Spartak Moscou.

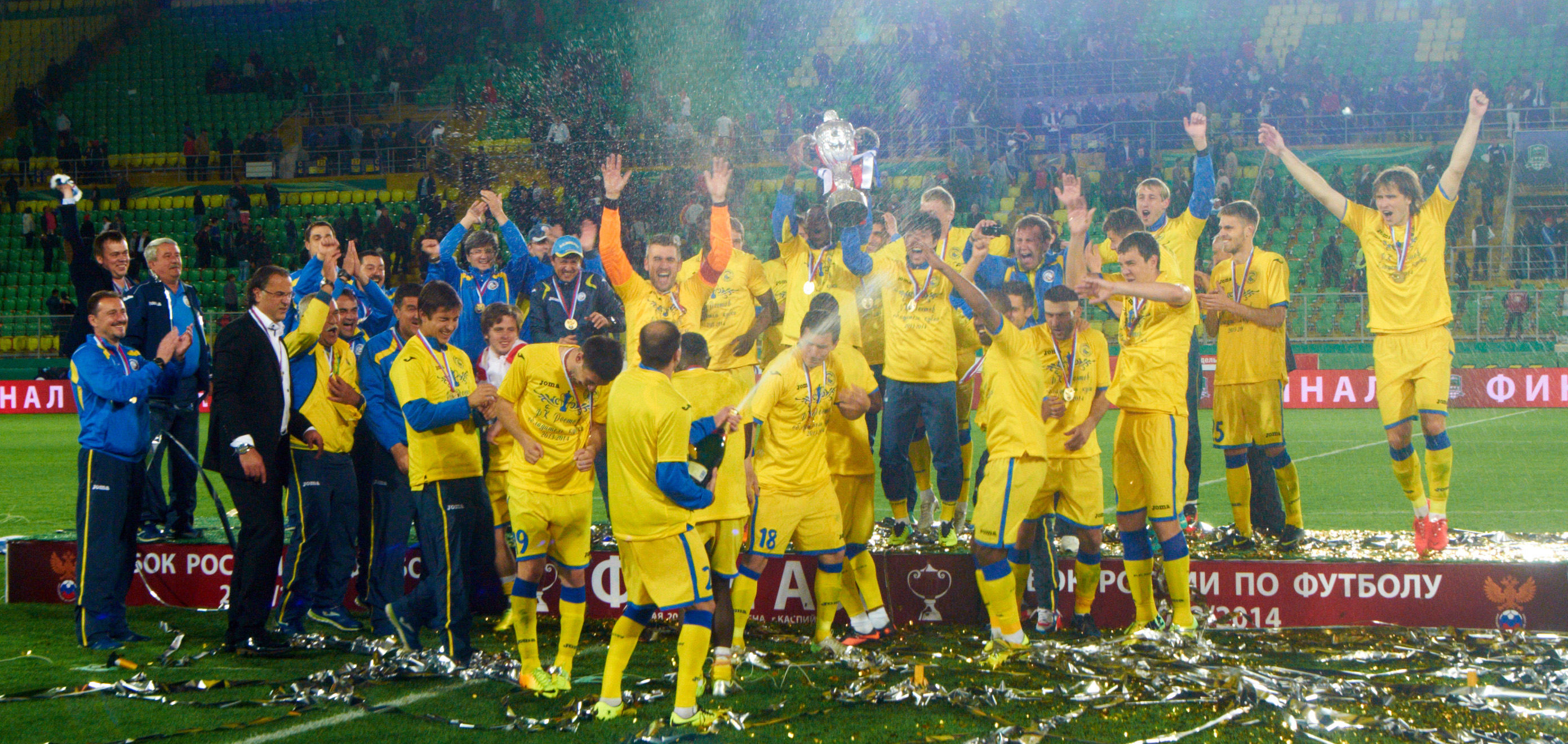
Les joueurs du FK Rostov célébrant leur victoire en Coupe de Russie en 2014.

À partir de 2004, Rostov connaît une forte instabilité interne, illustrée par de nombreux changements dans l'encadrement et la direction, culminant avec la première relégation du club en treize années à l'issue de la saison 2007, qui le voit terminer largement dernier avec seulement dix-huit points et deux victoires en championnat. L'équipe parvient cependant à rebondir immédiatement en remportant très largement la deuxième division dès l'année suivante et fait son retour dans l'élite.
Rostov reprend par la suite son statut d'équipe de bas de classement, bien qu'enchaînant les bonnes performances en Coupe de Russie et atteignant notamment les demi-finales trois fois d'affilée entre 2010 et 2013 avant de finalement remporter la compétition en 2014 face au FK Krasnodar. Cette victoire lui permet de se qualifier pour les barrages de la Ligue Europa où il est éliminé d'entrée par le club turc de Trabzonspor.
La saison 2015-2016 constitue la plus réussite du club en championnat qui, emmené par l'entraîneur turkmène Kurban Berdyev, parvient à occuper la tête du championnat pendant plusieurs journées avant de finalement terminer à la deuxième position derrière le CSKA Moscou. Cet exploit permet ainsi au club de prendre part à la Ligue des champions pour la première fois de son histoire la saison suivante. Après une phase qualificative réussie, ayant vu les éliminations successives d'Anderlecht et de l'Ajax Amsterdam, Rostov intègre la phase de groupes de la compétition, où il crée la sensation en battant le Bayern Munich et termine troisième du groupe D. Repêché en Ligue Europa, le club atteint les huitièmes de finale de la compétition en écartant très facilement le Sparta Prague avant d'être éliminé par Manchester United, futur vainqueur.
Après un exercice 2017-2018 ayant vu l'équipe, sous les ordres de Leonid Kuchuk puis Valeri Karpine, se battre à nouveau pour son maintien, le FKR connaît un début de saison 2018-2019 plus positif et passe toute la première moitié dans les cinq premières places du championnat, avant de chuter légèrement peu avant la trêve hivernale. Dans le même temps, le club atteint la demi-finale de la Coupe de Russie pour la première fois en cinq ans, où il est cependant vaincu par le Lokomotiv Moscou. Par la suite les résultats décevants de la deuxième partie de saison le font descendre en huitième position.
Plus constant dans ses performances au cours de la saison 2019-2020, Rostov parvient cette fois à lutter pour les places européennes tout au long de l'exercice, mais doit finalement se contenter d'une cinquième position qui le qualifie malgré tout pour la Ligue Europa. Son parcours dans cette dernière compétition s'avère cependant très bref, avec une élimination d'entrée contre le club israélien du Maccabi Haïfa. La saison qui s'ensuit en championnat est quant à elle décevante, le club terminant neuvième et loin des places européennes.
Le début de l'exercice 2021-2022 est marquée par le nomination de l'entraîneur Valeri Karpine à la tête de la sélection russe durant le mois de juillet 2021, qui est rapidement suivi de son départ du poste d'entraîneur au début d'août peu après le début de l'exercice. Malgré l'arrivée de l'expérimenté Iouri Siomine, Rostov se trouve rapidement en difficulté et passe le début de championnat à lutter pour son maintien, Siomine quittant ses fonctions dans ce contexte dès la fin septembre. Après une période d'intérim assurée par Zaur Tedeïev puis Vitali Kafanov (en), Karpine finit par reprendre le poste d'entraîneur le 10 mars 2022, principalement du fait de la suspension de la sélection russe des compétitions internationales dans le contexte de l'invasion de l'Ukraine par la Russie et en attendant la décision du Tribunal arbitral du sport à l'appel de la fédération.

## Bilan sportif

### Palmarès
| Compétitions russes | Compétitions internationales | Compétitions soviétiques |
| - Championnat de Russie - Vice-champion : 2016. - Coupe de Russie (1) - Vainqueur : 2014. - Finaliste : 2003 et 2025. - Supercoupe de Russie - Finaliste : 2014. - Championnat de Russie de D2 (1) - Champion : 2008. - Vice-champion : 1994. | - Ligue des champions - Phase de groupes : 2016. - Ligue Europa - Huitièmes de finale : 2017. - Coupe Intertoto - Demi-finales : 1999. | - Coupe d'Union soviétique - Seizièmes de finale : 1954, 1964 et 1986. - Championnat d'Union soviétique de D2 - Deuxième : 1954, 1961. - Championnat d'Union soviétique de D3 - Vainqueur de la phase finale : 1964, 1985. - Vainqueur de groupe : 1964 et 1985. |

### Classements en championnat
La frise ci-dessous résume les classements successifs du club en championnat d'Union soviétique.
La frise ci-dessous résume les classements successifs du club en championnat de Russie depuis 1992.

### Bilan par saison
Légende
- Vainqueur de la compétition
- Vice-champion ou finaliste de la compétition
- Promotion en division supérieure
- Relégation en division inférieure

#### Période soviétique
| Saison    | Championnat  | Championnat  | Championnat  | Championnat  | Championnat  | Championnat  | Championnat  | Championnat  | Championnat  | Championnat  | Coupe d'URSS          |
| Saison    | Division     | Pos          | Pts          | J            | V            | N            | D            | BP           | BC           | Diff         | Coupe d'URSS          |
| --------- | ------------ | ------------ | ------------ | ------------ | ------------ | ------------ | ------------ | ------------ | ------------ | ------------ | --------------------- |
| 1953      | 2e Zone 1    | 3e           | 19           | 15           | 8            | 3            | 4            | 33           | 18           | +15          | 32es de finale        |
| 1954      | 2e Zone 3    | 2e           | 29           | 22           | 11           | 7            | 4            | 35           | 20           | +15          | Seizièmes de finale   |
| 1955      | 2e Zone 2    | 9e           | 27           | 30           | 9            | 9            | 12           | 35           | 52           | -17          | 64es de finale Q      |
| 1956      | 2e Zone 2    | 12e          | 30           | 34           | 11           | 8            | 15           | 59           | 50           | +9           | —                     |
| 1957      | 2e Zone 1    | 5e           | 40           | 34           | 16           | 8            | 10           | 69           | 47           | +22          | Finale Q              |
| 1958      | 2e Zone 2    | 3e           | 39           | 30           | 18           | 3            | 9            | 62           | 35           | +27          | Huitièmes de finale Q |
| 1959      | 2e Zone 3    | 8e           | 25           | 26           | 10           | 5            | 11           | 46           | 38           | +8           | —                     |
| 1960      | 2e Russie 3  | 4e           | 34           | 26           | 14           | 6            | 6            | 51           | 26           | +25          | Finale Q              |
| 1961      | 2e Russie 4  | 2e           | 37           | 24           | 15           | 7            | 2            | 67           | 28           | +39          | Finale Q              |
| 1962      | 2e Russie 3  | 3e           | 38           | 28           | 17           | 4            | 7            | 66           | 31           | +35          | Quarts de finale Q    |
| 1963      | 3e Russie 3  | 8e           | 31           | 30           | 11           | 9            | 10           | 37           | 29           | +8           | Quarts de finale Q    |
| 1964      | 3e Russie 3  | 1er          | 37           | 30           | 12           | 13           | 5            | 44           | 22           | +22          | Seizièmes de finale   |
| 1965      | 2e           | 32e          | 27           | 46           | 9            | 9            | 28           | 37           | 76           | -36          | 32es de finale        |
| 1966      | 2e Groupe 1  | 11e          | 29           | 32           | 8            | 13           | 11           | 37           | 42           | -5           | 64es de finale        |
| 1967      | 2e Groupe 1  | 17e          | 27           | 38           | 9            | 9            | 20           | 37           | 46           | -9           | 128es de finale       |
| 1968      | 2e Groupe 2  | 12e          | 39           | 40           | 12           | 15           | 13           | 40           | 41           | -1           | 64es de finale        |
| 1969      | 2e Groupe 1  | 13e          | 34           | 38           | 14           | 6            | 18           | 39           | 40           | -1           | 32es de finale        |
| 1970-1974 | Club inactif | Club inactif | Club inactif | Club inactif | Club inactif | Club inactif | Club inactif | Club inactif | Club inactif | Club inactif | Club inactif          |
| 1975      | 3e Zone 3    | 8e           | 43           | 38           | 14           | 15           | 9            | 40           | 32           | +8           | —                     |
| 1976      | 3e Zone 4    | 2e           | 62           | 40           | 29           | 4            | 7            | 70           | 32           | +38          | —                     |
| 1977      | 3e Zone 3    | 6e           | 48           | 40           | 19           | 10           | 11           | 57           | 38           | +19          | 32es de finale        |
| 1978      | 3e Zone 3    | 3e           | 60           | 46           | 22           | 16           | 8            | 84           | 43           | +41          | —                     |
| 1979      | 3e Zone 3    | 8e           | 56           | 48           | 24           | 8            | 16           | 92           | 63           | +29          | —                     |
| 1980      | 3e Zone 3    | 3e           | 44           | 34           | 20           | 4            | 10           | 65           | 28           | +37          | —                     |
| 1981      | 3e Zone 3    | 2e           | 50           | 34           | 22           | 6            | 6            | 64           | 33           | +31          | —                     |
| 1982      | 3e Zone 3    | 2e           | 43           | 32           | 19           | 5            | 8            | 50           | 24           | +26          | —                     |
| 1983      | 3e Zone 3    | 2e           | 43           | 30           | 20           | 3            | 7            | 65           | 31           | +34          | —                     |
| 1984      | 3e Zone 3    | 2e           | 41           | 30           | 17           | 7            | 6            | 62           | 33           | +29          | —                     |
| 1985      | 3e Zone 3    | 1er          | 49           | 30           | 20           | 9            | 1            | 61           | 26           | +35          | 32es de finale        |
| 1986      | 2e           | 7e           | 52           | 46           | 21           | 10           | 15           | 86           | 69           | +17          | 64es de finale        |
| 1987      | 2e           | 10e          | 40           | 42           | 14           | 13           | 15           | 49           | 55           | -6           | Seizièmes de finale   |
| 1988      | 2e           | 10e          | 40           | 42           | 16           | 8            | 18           | 59           | 67           | -8           | 64es de finale        |
| 1989      | 2e           | 14e          | 38           | 42           | 12           | 14           | 16           | 38           | 46           | -8           | 64es de finale        |
| 1990      | 2e           | 15e          | 31           | 38           | 11           | 9            | 18           | 39           | 56           | -17          | 32es de finale        |
| 1991      | 2e           | 4e           | 50           | 42           | 20           | 10           | 12           | 47           | 39           | +8           | 64es de finale        |
| 1991      | 2e           | 4e           | 50           | 42           | 20           | 10           | 12           | 47           | 39           | +8           | 64es de finale        |

#### Période russe
| Saison    | Championnat | Championnat | Championnat | Championnat | Championnat | Championnat | Championnat | Championnat | Championnat | Championnat | Coupe de Russie     | Coupe d'Europe | Coupe d'Europe      |
| Saison    | Division    | Pos         | Pts         | J           | V           | N           | D           | BP          | BC          | Diff        | Coupe de Russie     | C              | Résultat            |
| --------- | ----------- | ----------- | ----------- | ----------- | ----------- | ----------- | ----------- | ----------- | ----------- | ----------- | ------------------- | -------------- | ------------------- |
| 1992      | 1re         | 8e          | 26          | 32          | 8           | 10          | 14          | 23          | 33          | -10         | —                   | —              | —                   |
| 1993      | 1re         | 17e         | 28          | 34          | 8           | 12          | 14          | 35          | 52          | -17         | Huitièmes de finale | —              | —                   |
| 1994      | 2e          | 2e          | 62          | 42          | 27          | 8           | 7           | 92          | 44          | +48         | Huitièmes de finale | —              | —                   |
| 1995      | 1re         | 14e         | 28          | 30          | 8           | 4           | 18          | 35          | 56          | -21         | Seizièmes de finale | —              | —                   |
| 1996      | 1re         | 11e         | 41          | 34          | 11          | 8           | 15          | 58          | 60          | -2          | Seizièmes de finale | —              | —                   |
| 1997      | 1re         | 13e         | 41          | 34          | 9           | 14          | 11          | 34          | 38          | -4          | Huitièmes de finale | —              | —                   |
| 1998      | 1re         | 6e          | 44          | 30          | 11          | 11          | 8           | 42          | 38          | +4          | Seizièmes de finale | —              | —                   |
| 1999      | 1re         | 7e          | 41          | 30          | 11          | 8           | 11          | 32          | 37          | -5          | Quarts de finale    | CI             | Demi-finales        |
| 2000      | 1re         | 12e         | 32          | 30          | 6           | 14          | 10          | 24          | 27          | -3          | Seizièmes de finale | CI             | Troisième tour      |
| 2001      | 1re         | 12e         | 32          | 30          | 8           | 8           | 14          | 29          | 43          | -14         | Seizièmes de finale | —              | —                   |
| 2002      | 1re         | 11e         | 31          | 30          | 7           | 10          | 13          | 29          | 49          | -20         | Seizièmes de finale | —              | —                   |
| 2003      | 1re         | 11e         | 34          | 30          | 8           | 10          | 12          | 30          | 42          | -12         | Finale              | —              | —                   |
| 2004      | 1re         | 12e         | 29          | 30          | 7           | 8           | 15          | 28          | 42          | -14         | Quarts de finale    | —              | —                   |
| 2005      | 1re         | 13e         | 31          | 30          | 8           | 7           | 15          | 26          | 41          | -15         | Huitièmes de finale | —              | —                   |
| 2006      | 1re         | 12e         | 36          | 30          | 10          | 6           | 14          | 42          | 48          | -2          | Seizièmes de finale | —              | —                   |
| 2007      | 1re         | 16e         | 18          | 30          | 2           | 12          | 16          | 18          | 44          | -26         | Quarts de finale    | —              | —                   |
| 2008      | 2e          | 1er         | 96          | 42          | 29          | 9           | 4           | 78          | 29          | +49         | Huitièmes de finale | —              | —                   |
| 2009      | 1re         | 14e         | 32          | 30          | 7           | 11          | 12          | 28          | 39          | -11         | 32es de finale      | —              | —                   |
| 2010      | 1re         | 9e          | 34          | 30          | 10          | 4           | 16          | 27          | 44          | -17         | Seizièmes de finale | —              | —                   |
| 2011-2012 | 1re         | 13e         | 48          | 44          | 12          | 12          | 20          | 45          | 61          | -16         | Demi-finales        | —              | —                   |
| 2011-2012 | 1re         | 13e         | 48          | 44          | 12          | 12          | 20          | 45          | 61          | -16         | Demi-finales        | —              | —                   |
| 2012-2013 | 1re         | 13e         | 29          | 30          | 7           | 8           | 15          | 30          | 41          | -11         | Demi-finales        | —              | —                   |
| 2013-2014 | 1re         | 9e          | 38          | 30          | 9           | 11          | 10          | 36          | 30          | +6          | Vainqueur           | —              | —                   |
| 2014-2015 | 1re         | 14e         | 29          | 30          | 7           | 8           | 15          | 27          | 51          | -24         | Seizièmes de finale | C3             | Barrages Q          |
| 2015-2016 | 1re         | 2e          | 63          | 30          | 19          | 6           | 5           | 41          | 20          | +21         | Seizièmes de finale | —              | —                   |
| 2016-2017 | 1re         | 6e          | 48          | 30          | 13          | 9           | 8           | 36          | 18          | +18         | Seizièmes de finale | C1             | Phase de groupes    |
| 2016-2017 | 1re         | 6e          | 48          | 30          | 13          | 9           | 8           | 36          | 18          | +18         | Seizièmes de finale | C3             | Huitièmes de finale |
| 2017-2018 | 1re         | 11e         | 37          | 30          | 9           | 10          | 11          | 27          | 28          | -1          | Huitièmes de finale | —              | —                   |
| 2018-2019 | 1re         | 9e          | 41          | 30          | 10          | 11          | 9           | 25          | 23          | +2          | Demi-finales        | —              | —                   |
| 2019-2020 | 1re         | 5e          | 45          | 30          | 12          | 9           | 9           | 45          | 50          | -5          | Huitièmes de finale | —              | —                   |
| 2020-2021 | 1re         | 9e          | 43          | 30          | 13          | 4           | 13          | 37          | 35          | +2          | Huitièmes de finale | C3             | Troisième tour Q    |
| 2021-2022 | 1re         | 9e          | 38          | 30          | 10          | 8           | 12          | 47          | 51          | -4          | Phase de groupes    | —              | —                   |
| 2022-2023 | 1re         | 4e          | 53          | 30          | 15          | 8           | 7           | 48          | 44          | +4          | Quarts de finale    | —              | —                   |

### Bilan européen

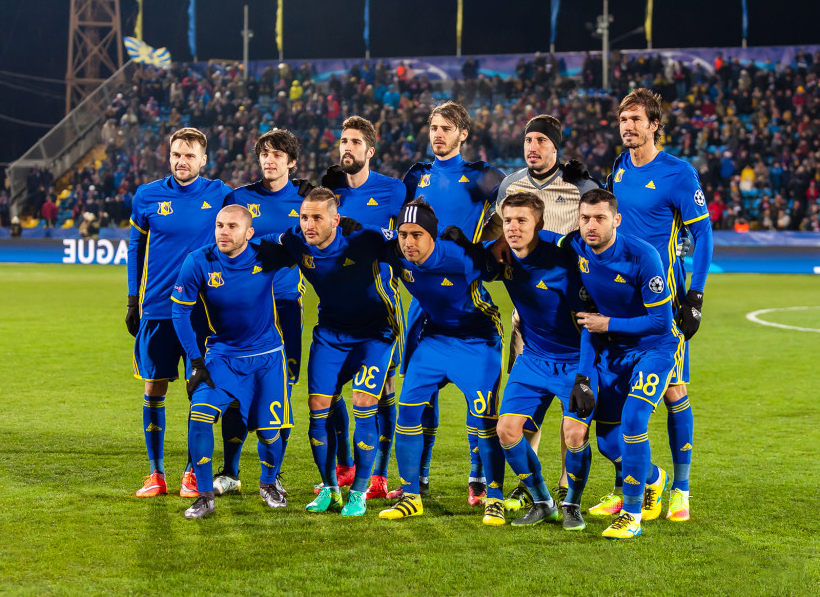
Photo d'équipe du FK Rostov contre le Bayern Munich le 23 novembre 2016.

Le FK Rostov fait ses premiers pas en compétitions européennes en 1999 en se qualifiant pour la Coupe Intertoto. Il y atteint les demi-finales, passant les Macédoniens du Cementarnica 55 et les Croates du NK Varaždin avant de chuter face à la Juventus sur le score cumulé de 9-1. Il prend part une nouvelle fois à la compétition l'année suivante, étant cette fois éliminé d'entrée par l'AJ Auxerre, qui l'emporte en Russie 2-0 puis à domicile 3-1.
Le club retrouve la Coupe d'Europe quatorze ans plus en se qualifiant pour les barrages de la Ligue Europa 2014-2015 grâce à sa victoire en Coupe de Russie. Il ne s'éternise cependant pas, étant défait par l'équipe turque de Trabzonspor, qui l'emporte chez elle 2-0 avant d'obtenir un match nul et vierge à Rostov.
Il découvre la Ligue des champions deux ans plus tard, se qualifiant pour la troisième tour de qualification à la suite de sa deuxième dans le championnat russe. Opposé aux Belges d'Anderlecht, les Russes sont tenus en échec chez eux sur le score de deux partout mais parviennent à s'imposer 2-0 en Belgique et à se qualifier pour les barrages, où ils font face à l'Ajax Amsterdam. Obtenant un match nul un partout aux Pays-Bas, Rostov parvient à se qualifier pour la première phase de groupes de son histoire en l'emportant largement 4-1 à domicile lors du match retour.
Tiré dans un groupe relevé composé du Bayern Munich, de l'Atlético Madrid et du PSV Eindhoven, les Russes, à la faveur de deux matchs nuls face au PSV ainsi qu'à une victoire surprise à domicile face au Bayern, parviennent à terminer troisième du groupe et à être repêchés en Ligue Europa. Opposé aux Tchèques du Sparta Prague en seizièmes de finale, Rostov l'emporte aisément à la faveur d'une large victoire 4-0 à domicile suivi d'un match nul un partout à l'extérieur. Son parcours s'arrête cependant lors du tour suivant, qui le voit chuter face à Manchester United, futur vainqueur de la compétition, qui obtient un match nul un partout en Russie avant de l'emporter chez lui 1-0.
La dernière campagne européenne du club date de l'été 2020 au cours de laquelle il est éliminé d'entrée par l'équipe israélienne du Maccabi Haïfa lors du troisième de qualification de la Ligue Europa 2020-2021. 
Note : dans les résultats ci-dessous, le score du club est toujours donné en premier.
| Saison    | Compétition         | Tour                | Club              | Domicile | Extérieur | Total     |
| --------- | ------------------- | ------------------- | ----------------- | -------- | --------- | --------- |
| 1999      | Coupe Intertoto     | Deuxième tour       | Cementarnica 55   | 2 - 1    | 1 - 1     | 3 - 2     |
| 1999      | Coupe Intertoto     | Troisième tour      | NK Varaždin       | 0 - 1    | 2 - 1     | 2E - 2    |
| 1999      | Coupe Intertoto     | Demi-finales        | Juventus FC       | 0 - 4    | 1 - 5     | 1 - 9     |
| 2000      | Coupe Intertoto     | Troisième tour      | AJ Auxerre        | 0 - 2    | 1 - 3     | 1 - 5     |
| 2014-2015 | Ligue Europa        | Barrages Q          | Trabzonspor       | 0 - 0    | 0 - 2     | 0 - 2     |
| 2016-2017 | Ligue des champions | Troisième tour Q    | RSC Anderlecht    | 2 - 2    | 2 - 0     | 4 - 2     |
| 2016-2017 | Ligue des champions | Barrages Q          | Ajax Amsterdam    | 4 - 1    | 1 - 1     | 5 - 2     |
| 2016-2017 | Ligue des champions | Groupe D            | Bayern Munich     | 3 - 2    | 0 - 5     | Troisième |
| 2016-2017 | Ligue des champions | Groupe D            | Atlético Madrid   | 0 - 1    | 1 - 2     | Troisième |
| 2016-2017 | Ligue des champions | Groupe D            | PSV Eindhoven     | 2 - 2    | 0 - 0     | Troisième |
| 2016-2017 | Ligue Europa        | Seizièmes de finale | Sparta Prague     | 4 - 0    | 1 - 1     | 5 - 1     |
| 2016-2017 | Ligue Europa        | Huitièmes de finale | Manchester United | 1 - 1    | 0 - 1     | 1 - 2     |
| 2020-2021 | Ligue Europa        | Troisième tour Q    | Maccabi Haïfa     | 1 - 2    | N/A       | 1 - 2     |

Légende
- Victoire ou qualification pour le tour suivant
- Match nul
- Défaite ou élimination de la compétition

## Joueurs et personnalités du club

### Entraîneurs
La liste suivante présente les différents entraîneurs du club depuis 1950 :
- Grigori Tkatchenko (1950)
- Aleksandr Chtcheltchkov (1951-1952)
- Piotr Chtcherbatenko (1953-1955)
- Iouri Khodotov (1956)
- Grigori Douganov (1956-1958)
- Aleksandr Grigoriev (1959)
- Grigori Treïnis (1960-1961)
- Gueorgui Mazanov (1962-1963)
- Valentin Khakhonov (1963-1965)
- Piotr Chtcherbatenko (1966-1967)
- Viktor Ponedelnik (1968-1969)
- Valentin Khakhonov (1969-1978)
- Vladimir Novik (1979-1982)
- Anatoli Polossine (1983-1984)
- Valeri Sinaou (1985-1990)
- Enver Iougouchov (août 1990-juin 1995)
- Sergueï Andreïev (juin 1995-décembre 2000)
- Sergueï Balakhnine (janvier 2001-avril 2001)
- Anatoli Baïdatchnyi (avril 2001-août 2002)
- Sergueï Balakhnine (août 2002-décembre 2003)
- Sergueï Boutenko (intérim) (août 2003)
- Vitali Chevtchenko (décembre 2003-avril 2004)
- Sergueï Balakhnine (avril 2004-décembre 2004)
- Guennadi Stiopouchkine (janvier 2005-avril 2005)
- Paul Ashworth (intérim) (avril 2005-mai 2005)
- Valeri Petrakov (juillet 2005-août 2005)
- Sergueï Balakhnine (août 2005-juillet 2007)
- Oleg Dolmatov (juillet 2007-décembre 2009)
- Oleh Protasov (décembre 2009-mai 2011)
- Vladimir Lioutyi (intérim) (mai 2011-juin 2011)
- Andreï Talalaïev (intérim) (juin 2011)
- Sergueï Balakhnine (juillet 2011-avril 2012)
- Anatoli Baïdatchny (avril 2012-juin 2012)
- Miodrag Božović (juin 2012-septembre 2014)
- Igor Gamoula (septembre 2014-décembre 2014)
- Kurban Berdyev (décembre 2014-août 2016)
- Dmitri Kiritchenko (intérim) (août 2016-septembre 2016)
- Ivan Daniliants (septembre 2016-mai 2017)
- Leonid Kuchuk (mai 2017-décembre 2017)
- Dmitri Kiritchenko (intérim) (décembre 2017)
- Valeri Karpine (décembre 2017-août 2021)
- Iouri Siomine (août 2021-septembre 2021)
- Zaur Tedeïev (intérim) (septembre 2021-octobre 2021)
- Vitali Kafanov (en) (octobre 2021-mars 2022)
- Valeri Karpine (mars 2022-fév. 2025)

### Joueurs emblématiques

#### Distinctions individuelles
La liste suivante présente les joueurs ayant obtenu des distinctions individuelles notables durant leur passage au club.
| Nom                      | Période au club     | Performances                                                                                            |
| ------------------------ | ------------------- | --- |
| Dmitri Loskov            | 1991-1996           | Liste des 33 meilleurs joueurs de Russie (ru) en 1996.                                                  |
| Aleksandr Maslov         | 1993-1997 2002-2004 | Meilleur buteur du championnat russe en 1996. Liste des 33 meilleurs joueurs de Russie en 1995 et 1996. |
| Alekseï Gerasimenko (en) | 1996-1997           | Liste des 33 meilleurs joueurs de Russie en 1996 et 1997.                                               |
| Iouri Matveïev           | 1998-2000           | Liste des 33 meilleurs joueurs de Russie en 1998.                                                       |
| Dmitri Kiritchenko       | 1998-2001           | Liste des 33 meilleurs joueurs de Russie en 2000.                                                       |
| Matthew Booth            | 2002-2004           | Liste des 33 meilleurs joueurs de Russie en 2003.                                                       |
| Timofei Kalachev         | 2010-2019           | Liste des 33 meilleurs joueurs de Russie en 2017.                                                       |
| Vitali Diakov            | 2012-2015           | Liste des 33 meilleurs joueurs de Russie en 2014.                                                       |
| Dmitri Poloz             | 2012-2017 2020-2023 | Liste des 33 meilleurs joueurs de Russie en 2016, 2017 et 2022.                                         |
| Artyom Dziouba           | 2013-2015           | Liste des 33 meilleurs joueurs de Russie en 2014.                                                       |
| Bastos                   | 2013-2016           | Liste des 33 meilleurs joueurs de Russie en 2016.                                                       |
| Aleksandr Boukharov      | 2014-2017           | Liste des 33 meilleurs joueurs de Russie en 2017.                                                       |
| Soslan Djanaïev          | 2014-2017           | Liste des 33 meilleurs joueurs de Russie en 2016.                                                       |
| Sardar Azmoun            | 2015-2017           | Liste des 33 meilleurs joueurs de Russie en 2016.                                                       |
| César Navas              | 2015-2017           | Liste des 33 meilleurs joueurs de Russie en 2017.                                                       |
| Christian Noboa          | 2015-2017           | Liste des 33 meilleurs joueurs de Russie en 2016 et 2017.                                               |
| Fiodor Koudriachov       | 2016-2017           | Liste des 33 meilleurs joueurs de Russie en 2016 et 2017.                                               |
| Alekseï Ionov            | 2017-2020           | Liste des 33 meilleurs joueurs de Russie en 2019 et 2020.                                               |
| Eldor Shomurodov         | 2017-2020           | Liste des 33 meilleurs joueurs de Russie en 2020.                                                       |
| Danil Glebov             | 2019-2025           | Liste des 33 meilleurs joueurs de Russie à quatre reprises entre 2022 et 2025.                          |
| Mathias Normann          | 2019-2023           | Liste des 33 meilleurs joueurs de Russie en 2020.                                                       |
| Maksim Osipenko          | 2020-2025           | Liste des 33 meilleurs joueurs de Russie à quatre reprises entre 2022 et 2025.                          |
| Nikolaï Komlitchenko     | 2021-2025           | Liste des 33 meilleurs joueurs de Russie en 2023.                                                       |
| Mohammad Mohebi          | 2023-               | Liste des 33 meilleurs joueurs de Russie en 2024.                                                       |

#### Autres joueurs notables
- Roman Adamov (2001-2004, 2010-2012)
- Sergueï Balakhnine (en) (1981-1995)
- Iouri Borovski (en) (1991-1996, 1999-2001)
- Maksim Bouznikine (2005-2007)
- Aleksandr Dantsev (en) (2000-2007)
- Iouri Diadiouk (en) (1992-1999)
- Aleksandr Gitselov (en) (1981-1988)
- Igor Khankeïev (en) (1997-2000)
- Iouri Klioutchnikov (en) (1987-1995)
- Sergueï Kolotovkine (en) (1998-2000)
- Mikhaïl Osinov (en) (2001-2009)
- Youri Kovtun (1991-1993)
- Mikhaïl Kouprianov (en) (1994, 1997-2000, 2002)
- Vitali Papadopulo (en) (1983-1987, 1990, 1994-1996)
- Guennadi Parovine (en) (1982-1984, 1986-1990, 1992-1996)
- Anton Rogotchi (en) (2003-2008)
- Oleg Sanko (en) (1991-1995, 1998-1999)
- Guennadi Stiopouchkine (en) (1981-1982, 1985-1987, 1990-1993, 1999-2000)
- Aleksandr Tatarkine (en) (1989-1991, 1993)
- Khoren Bayramyan (en) (2011-)
- Aliaksandr Kulchy (2008-2010)
- Sergei Omelyanchuk (2007-2008)
- Alexandru Gațcan (2008-2019)
- Andrey Akopyants (2000-2005)
- Nikolay Shirshov (2000-2005)
- Andrei Karpovich (2002-2003)
- Samat Smakov (2000-2001)
- Sergueï Andreïev (1986-1988, 1993-1995)
- Anatoliy Bezsmertnyi (en) (1998-2001)
- Illya Blyznyuk (en) (2000-2004, 2007)
- Serhiy Datsenko (en) (2000-2004)
- Vladyslav Prudius (en) (1996-2001)
- Volodymyr Savchenko (en) (1997-2003)
- Hrvoje Milić (2013-2015)
- Stipe Pletikosa (2011-2015)
- Răzvan Cociș (2011-2013)
- Miloš Kruščić (2001-2007)
- Kornel Saláta (2011-2014)
- Essau Kanyenda (2003-2007)
- Isaac Okoronkwo (2010-2013)
- Bennett Mnguni (2003-2005)
- Japhet Zwane (en) (2003-2005)
- Omar Pérez (en) (2004-2006)

## Identité du club

### Historique du logo
La galerie suivante liste les différents logos connus du club au cours de son existence.

Selmach (1936)
Torpedo (1953-1957)
1958-1988
1989-1996
1997-2002
2004-juillet 2014
depuis juillet 2014

### Stades et affluences

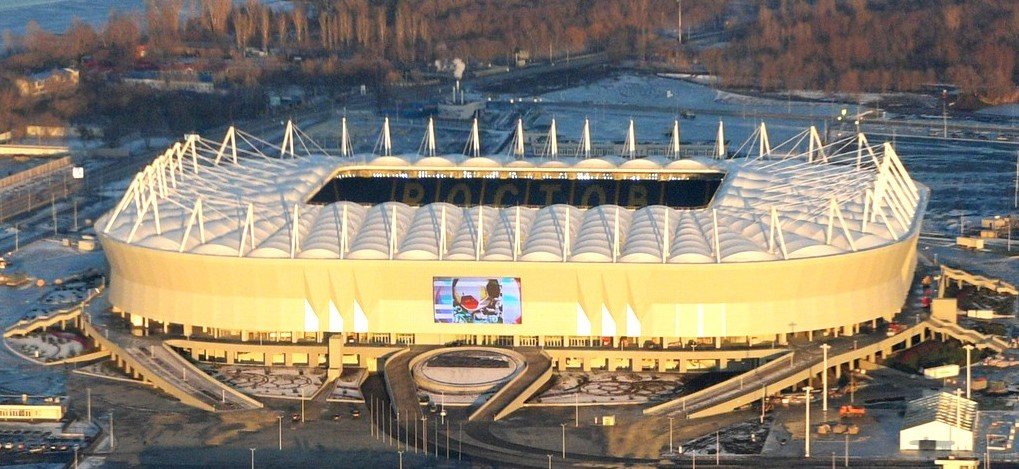
Le club évolue à la Rostov Arena depuis 2018.

À la fondation du club en 1930, un stade est spécialement construit pour ses besoins. Celui-ci est alors simplement appelé « Stade de l'usine Rostselmach », plus tard raccourci en « Stade Rostselmach », du nom de l'usine où il a été fondé. Sa capacité a fortement variée au cours du temps, atteignant son maximum dans les années 1950 où il peut accueillir jusqu'à 32 000 personnes, en faisant le neuvième plus grand stade d'Union soviétique à cette époque. Renommé « Olimp-21 vek » en 2002 puis « Olimp-2 » à partir de 2008, le stade connaît plusieurs rénovations successives durant les années 2000 qui amènent à la réduction de sa capacité à un peu moins de 16 000 places. Il est par ailleurs hôte de la finale de la Coupe de Russie en 2010.
Avec l'inclusion de la ville de Rostov dans la candidature concluante de la Russie à l'organisation de la Coupe du monde 2018, un projet de nouveau stade d'une capacité de 45 000 places est dévoilé en 2011 et voit sa construction démarrer au début de l'année 2013. Les travaux prennent fin un peu moins de cinq ans plus tard au mois de décembre 2017, la nouvelle Rostov Arena accueille ainsi son premier match le 15 avril 2018 avec la réception du SKA-Khabarovsk lors de la vingt-septième journée du championnat russe. Après la fin du Mondial 2018, le FK Rostov emménage définitivement dans le stade après quatre-vingt-huit années à l'Olimp-2. Ce déplacement s'accompagne par la suite d'une augmentation notable de l'affluence qui dépasse les 30 000 spectateurs en moyenne lors de la saison 2018-2019.
Le graphique suivant représente le nombre moyen de spectateurs à domicile du FK Rostov en championnat par match par saison depuis 1992.

### Rivalité avec le SKA Rostov
Le FK Rostov entretient une forte rivalité avec l'autre grand club de la ville, le SKA Rostov. Cette rivalité est principalement notable de par le faible nombre de confrontations, quinze en tout, entre les deux équipes dont les destins sportifs ont toujours été opposés. En effet, durant la période soviétique, le SKA évoluait régulièrement en première division, remportant même une Coupe d'URSS en 1981, tandis que ce qui était alors le Rostselmach végétait quant à lui dans les divisions inférieures. Les deux situations s'inversent complètement après la dissolution de l'Union soviétique et la réorganisation du football en Russie, qui attribue au Rostselmach une place d'office en première division tandis que le SKA est quant à lui envoyé en troisième division. Le premier parvient par la suite à s'imposer comme une équipe récurrente de l'élite russe alors que le second rencontre de fortes difficultés sportives et financières, perdant même le statut professionnel par deux fois et n'atteignant la deuxième division qu'à deux reprises avant de retomber rapidement.
Les premières confrontations entre les deux clubs ont lieu en 1950 dans la zone Sud du championnat de la RSFS de Russie. Ils ne se rencontrent à nouveau qu'en 1964 dans le cadre de la Coupe d'URSS, qui voit le SKA l'emporter 2-1. Le plus grand nombre de ces derbys a lieu entre 1986 et 1989, période où les deux équipes évoluent dans la deuxième division soviétique. Huit de leurs quinze confrontations ont ainsi lieues à ce moment-là. Après la fin de l'Union soviétique, les deux ne se rencontrent plus que trois fois, une fois en 2007 en Coupe de Russie, confrontation remportée cette fois par le FK Rostov, et deux fois en 2008 dans le cadre de la deuxième division.
Durant la présidence de l'homme d'affaires Ivan Savvidis (en) entre 2002 et 2005, celui-ci évoque notamment l'idée d'une fusion entre le FK Rostov et le SKA Rostov dans l'optique de créer une équipe unie pour la ville et la région. Cette proposition rencontre l'hostilité des supporters des deux clubs et est rapidement abandonnée après le départ de Savvidis.